# Cantón de Lisieux-1
El cantón de Lisieux-1 era una división administrativa francesa, que estaba situada en el departamento de Calvados y la región de Baja Normandía.

## Composición
El cantón estaba formado por dieciséis comunas, más una fracción de la comuna que le daba su nombre:
- Beuvillers
- Cordebugle
- Courtonne-la-Meurdrac
- Fauguernon
- Firfol
- Fumichon
- Glos
- Hermival-les-Vaux
- Le Mesnil-Guillaume
- Le Pin
- L'Hôtellerie
- Lisieux (fracción)
- Marolles
- Moyaux
- Ouilly-du-Houley
- Ouilly-le-Vicomte
- Rocques

## Supresión del cantón de Lisieux-1
En aplicación del Decreto n.º 2014-160 de 17 de febrero de 2014, el cantón de Lisieux-1 fue suprimido el 22 de marzo de 2015 y sus 17 comunas pasaron a formar parte; nueve del nuevo cantón de Pont-l'Évêque y ocho del nuevo cantón de Lisieux.